# 2-я армия (Великобритания)
2-я полевая армия (англ. Second Army) — оперативное объединение Британской империи во время Первой и Второй мировых войн. Во время Первой мировой войны армия действовала на Западном фронте в течение бо́льшей части войны, а затем действовала в Италии. Во время Второй мировой войны 2-я армия сосредоточила под своим командованием британские части союзников во время высадки в Нормандии 6 июня 1944 года и дальнейшего продвижения по Европе.

## Первая мировая война
2-я армия сформирована 26 декабря 1914 года, когда Британские экспедиционные силы были разделены на две части из-за того, что стали слишком большими, чтобы контролировать подчинённые формирования. Армия контролировала 3-й и 4-й армейские корпуса. 2-я армия провела бо́льшую часть войны, расположенной вокруг выступа Ипра, затем была переведена в Италию и передана в состав Итальянских экспедиционных сил (Italian Expeditionary Force) на период с ноября 1917 года по март 1918 года.
В 1919 году она была преобразована в Британскую армию Рейна.

## Вторая мировая война

### Франция 1944
Объединением во Франции командовал генерал-лейтенант Майлз Демпси и оно находилось в составе 21-й группы армий. Два его формирования: 1-й (также содержащий канадские части) и 30-й армейские корпуса, приняли участие в Нормандской операции, а остальные части выходили на берег в течение завершающей части Нормандской операции. Третьим корпусом, который должен был высадиться, был 8-й армейский корпус, вступил в строй в конце июня, чтобы добавить собой веса наступлению на немцев; в частности, для запуска операции «Эпсом». Основной британской целью на ранних этапах кампании был захват французского города Кан, так называемая битва за Кан. Однако, в силу различных причин, город не был захвачен до середины июля 1944, когда он был наконец взят во время операции «Атлантик», проведённой канадскими войсками под командованием 2-й армии.
К концу июля американские войска вышли за пределы Нормандии. Когда они двинулись на восток, немецкая 7-я полевая армия была скована 2-й армией и застряла в карманах вокруг Фалеза. Немецкое объединение было впоследствии уничтожено во время Фалезской операции. Затем 2-я армия начала наступление через Францию, имея американские войска справа и канадские слева от себя. В течение этого времени 1-й армейский корпус был выведен из подчинения британской 2-й полевой армии и назначен в состав канадской 1-й полевой армии. Из-за тяжёлых потерь, понесённых армией во время кампании в Нормандии, 59-я (Стаффордширская) пехотная дивизия была расформирована в августе 1944 года, чтобы восполнить дефицит пехоты в остальных частях.

### Бельгия и Нидерланды
2-я армия быстро вошла в Бельгию и очистила бо́льшую часть страны. Ею были захвачены столица Брюссель и портовый город Антверпен.
Второй значимой наступательной операцией армии в 1944 году, помимо операции «Оверлорд», была Голландская операция. Во время операции американские (82-я и 101-я воздушно-десантные дивизии), британские (1-я воздушно-десантная дивизия) и польские (1-я парашютно-десантная бригада) воздушно-десантные формирования, не являвшиеся частью 2-й армии, были высажены с целью захвата жизненно важных мостов через несколько рек на востоке Нидерландов, 30-му армейскому корпусу 2-й армии, в свою очередь, был дан приказ пересечь Рейн и продвинуться в Германию, освобождая высаженные парашютные войска в пути. Однако одна дорога, которую пришлось пройти 30-му армейскому корпусу, вызвала огромные материально-технические трудности, и, в сочетании с немецкими контратаками, операция не удалась, что привело к значительным потерям британской 1-й воздушно-десантной дивизии во время битвы за Арнем.
2-я полевая армия провела оставшуюся часть 1944 года, защищая котёл, созданный во время Голландской операции и продвигаясь по рекам Рейн и Маас в Нидерландах. Финальная часть этого продвижения состоялась в середине января 1945 года, когда 12-й и 8-й армейские корпуса очистили от треугольника Рурмонда (кодовое название «Операция „Чёрный петух“»). Это позволило завершить продвижение по реке Рур.
В феврале 1945 года 2-я полевая армия вступила в фазу удержания. В то время как она сковала немецкие войска стоящие перед ней, канадская 1-я и американская 9-я полевые армии предприняли мощное наступление с севера и с юга (Маас-Рейнская операция и операция «Граната»), которые пробили линию Зигфрида в этом районе и очистили оставшиеся немецкие войска к западу от Рейна в сочетании с дальнейшими наступлениями американцев на юге Рейнской области.

### Германия
2-я полевая армия пересекла Рейн 23 марта 1945 года в ходе Рейнской операции. Затем она двинулась через Северо-Германскую равнину в направлении Оснабрюкка, где канадская 1-я полевая армия наступала на левом фланге, чтобы очистить север Нидерландов и район Нижней Саксонии к западу от Ольденбурга. 9-я полевая армия США справа повернула на юго-восток в сторону Липпштадта, чтобы заманить германскую группу армий «Б» под командованием генерала Вальтера Моделя в огромный котёл в Руре. Когда группа армий «Б» оказалась в ловушке, последняя крупная германская группировка на западе была нейтрализована.
2-я полевая армия достигла Везера 4 апреля, Эльбы — 19 апреля, на берегу Балтийского моря в Любеке — 2 мая. 3 мая Гамбург капитулировал. К 7 мая Рабоче-крестьянская Красная армия встретилась с британскими войсками. Вскоре после этого Вторая мировая война в Европе завершилась капитуляцией правительства Карла Дёница, который сменил на посту руководителя Германии Адольфа Гитлера после его самоубийства.

## Состав

### Нормандская операция
- 1-й армейский корпус
- 8-й армейский корпус
- 12-й армейский корпус
- 30-й армейский корпус

### Голландская операция
- 8-й армейский корпус
- 12-й армейский корпус
- 30-й армейский корпус

## Командующие
- июль 1943 года — январь 1944 года — Кеннет Андерсон
- январь 1944 года — август 1945 года — Майлс Демпси[англ.]